# Radećka Bolarka
Radećka Bolarka (ukr. Радецька Болярка) – wieś na Ukrainie, w obwodzie żytomierskim, w rejonie pulińskim. W 2001 roku liczyła 113 mieszkańców.